# Bray, Eure
Bray là một xã thuộc tỉnh Eure trong vùng Normandie miền bắc nước Pháp.